# Hnum
U egipatskoj mitologiji, Hnum (pisano i Chnum, Knum, ili Khnemu) bio je jedan od najranijih božanstava Egipćana, izvorno, bog izvora rijeke Nila, s glavom ovna. Hnum znači graditelj, a zaštitnik je lončara.

## Stvaranje ljudi
Hnum je na svom lončarskom kolu stvorio ljude. Dao im je ka ili dušu. Posebno pomnjivo, vjerovalo se, stvara faraone, te lijepo oblikuje njihova tijela. Hnum je uzimao mulj i glinu od godišnje poplave Nila, te je stvoritelj djece, a oblikuje ih na lončarskom kolu, i stavlja njihovim majkama utrobu, a izgled ili zdravlje djeteta ovise o Hnumovoj volji. On je kasnije bio opisan kao lončar drugih božanstava, i on je nosio naslove poput "Božanstveni lončar" i "Gospodar koji je stvorio stvari iz sebe". Na određenim lokacijama, kao što je Otok slonova, jer se mislilo da je Hnum bog iz rijeke, muž božice-žabe Heket, otac Anuket, koja je utjelovljenje Nila. U drugim lokacijama, kao stvaralac i ljudskog tijela, on je ponekad smatran društvom za Meskhenet, čija je odgovornost disanje djece u trenutku rođenja. Osim toga, u mjestima kao što su Esna, zbog njegova aspekta kao stvoritelja tijela, gledali su ga kao oca Heka, oličenja magije, i time kao muža Menhit. Izvorno jedan od najvažnijih božanstava, kada se ustalio na drugim područjima, bio je sekundarna funkcija, kao lončar.
Međutim, Hnum je ranije preuzeo položaj kao stvaralac drugih božanstava, te je identificiran kao Ra, ili više posebno kao ba. U umjetnosti, on je obično prikazan kao čovjek ovnove glave, sjedeći na lončarskom kolu, a blizu njega su nedavno stvorena dječja tijela, iako se također pojavljuje kao vodeni bog, držeći vrč iz kojeg teče vode. Međutim, on se povremeno pojavio s prikazom elemenata, u kojem je, predstavljajući vode, bio prikazan kao jedan od četiri glavnih elemenata: Geb je Zemlja, Šu zrak i Oziris smrt, dok Hnum predstavlja vodu. Bogoslužje Hnumu usredotočeno je na dvije glavne točke, Otok slonova (Elefantina) i Esna, koji su sveta mjesta. U Elefantini je bio uz Anuket i kao čuvar izvora rijeke Nila. Njegovo značenje je dovelo do pojave ranih imena za djecu od njega. Primjer je Khnum-khufwy – "Hnum je moj zaštitnik", poznatije kao Keops (bio je graditelj Velike piramide u Gizi). Zbog njegove važnosti, kao jednog aspekta života, Hnumu se još uvijek klanjalo u nekim polukršćanskim sektama u drugom ili trećem stoljeću.